# Presa Malpaso
La Presa Malpaso, oficialmente llamada Central Hidroeléctrica Nezahualcóyotl, es la presa hidroeléctrica con el tercer embalse más grande y tercera mayor generadora de energía hidroeléctrica en México. Se encuentra ubicada en el cauce del río Grijalva en el municipio de Mezcalapa, en la región homónima en el noroeste del estado de Chiapas, a escasos kilómetros del poblado de Raudales Malpaso.
La central hidroeléctrica, cuya capacidad de generación es de 1,080 megawatts, fue construida e instalada por la CFE. Esta central cuenta con 6 unidades generadoras tipo Francis, y cada una de ellas genera 180 megawatts con un gasto de agua de 220 m³ y dos de ellas tienen un arreglo para pasar a condensadores síncronos que son los que absorben reactivos en las líneas de transmisión.
Esta central es una de las pilotos que regulan la frecuencia del sistema eléctrico nacional, y para las grandes avenidas cuenta con sistemas de desalojo de aguas que en el 2015 fueron modernizadas.
Entre los objetivos que motivan la construcción de esta presa estuvieron: evitar mayores desastres en Chontalpa a raíz de las inundaciones, producir cerca de 2.754 millones de kW anuales, regar 350.000 ha agrícolas en Chontalpa y mantener la navegación sobre el Grijalva. Su embalse cuenta con una capacidad de almacenamiento de 9.605 hm³ y posee 110 km² de superficie, siendo el tercero más grande de México.
La presa Malpaso se ha utilizado no solo para generar energía hidroeléctrica, sino además para controlar el cauce del Río Grijalva y de uno de sus principales afluentes: el Río La Venta; pues estos cuerpos de agua solían provocar serias inundaciones en la planicie del estado de Tabasco.

## Historia
Esta obra de ingeniería, fue erigida entre los años 1958 y 1966, estando el proyecto de construcción a cargo de la Comisión del Río Grijalva. Fue la primera y más importante del conjunto de obras hidroeléctricas que fueron realizadas en la cuenca del Río Grijalva para el desarrollo del sureste de México.
Desde la década de 1940, el gobierno federal mexicano, a través de la Secretaría de Recursos Hidráulicos, promovió vastos programas de desarrollo agrícola, industrial y eléctrico mediante comisiones que abarcaran cuencas hidrográficas completas; para ello, la administración del Presidente Miguel Alemán tomó como modelo a la exitosa Tennessee Valley Authority de los Estados Unidos. Esta organización inspiradora nació el 18 de mayo de 1933 dentro del programa New Deal del presidente Franklin Delano Roosevelt, y su esquema logístico, cuyo objetivo esencial era la generación de energía hidroeléctrica, sirvió de inspiración al gobierno mexicano al momento de la creación de la Comisión del Río Grijalva como dependencia de la entonces Secretaría de Agricultura y Recursos Hidráulicos, mediante el acuerdo presidencial del 27 de junio de 1951.

## Impacto
Con la construcción de la cortina, el embalse inundó valles muy fértiles pero poco habitados, inundando la localidad de Quechula, antigua capital Zoque cuyo majestuoso templo colonial sumergido es posible admirar en las temporadas de sequía, cuando el nivel del agua se encuentra en los niveles más bajos.

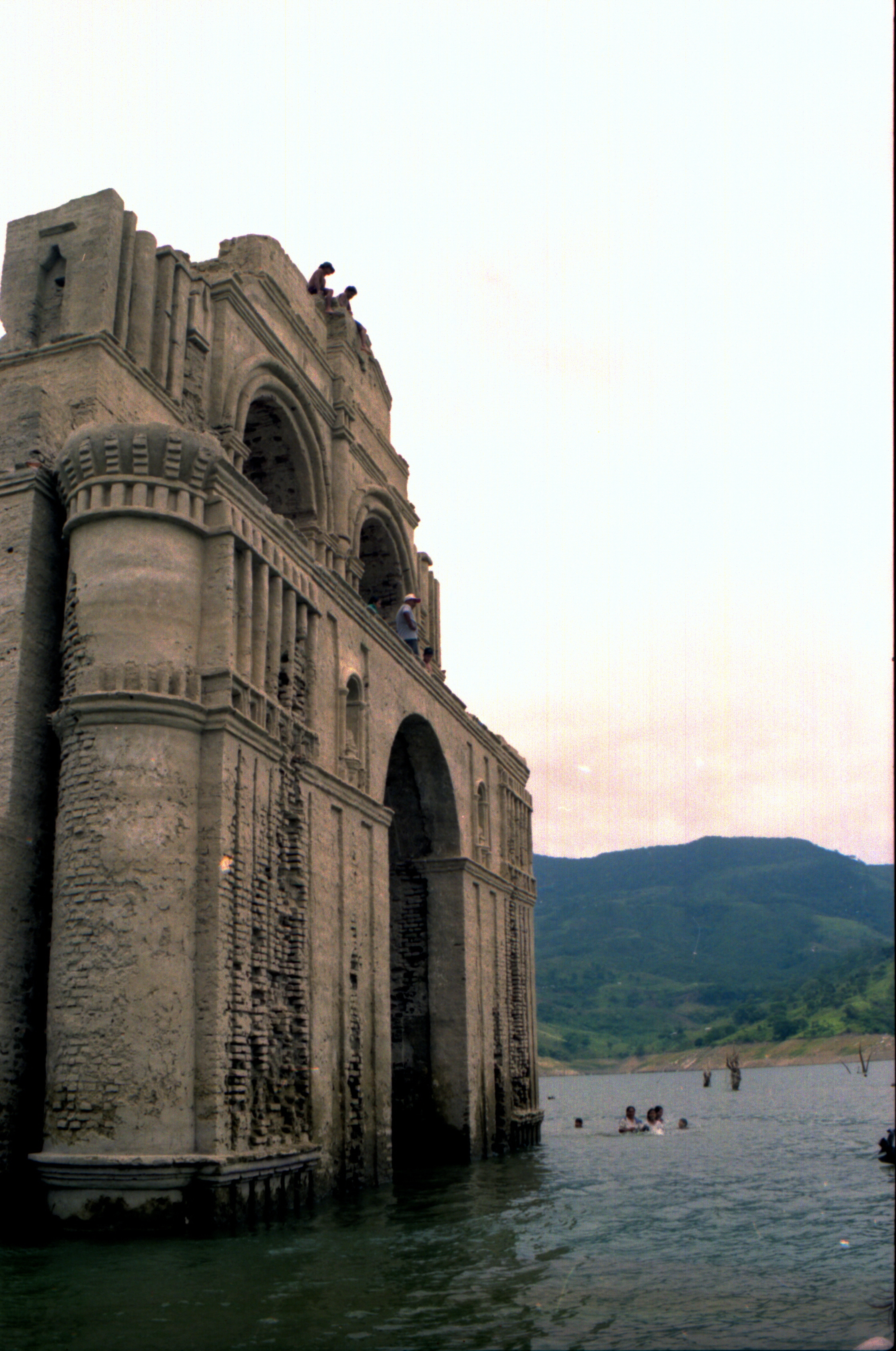
Templo de la antigua ciudad de Quechula, inundado por el embalse de la Presa Malpaso